# Oldřich Hájek
Oldřich Hájek (* 3. ledna 1981) je český politik, ekonom a vysokoškolský pedagog, v roce 2016 krátce děkan Fakulty managementu a ekonomiky UTB ve Zlíně, od roku 2024 senátor za obvod č. 80 – Zlín, nestraník za hnutí ANO.

## Život
Absolvoval Gymnázium Krnov. V letech 1999 až 2004 vystudoval obor sociální geografie a regionální rozvoj na Přírodovědecké fakultě Ostravské univerzity (získal titul Mgr.). Během studií působil pět let na své alma mater jako pomocná vědecká síla v sekci Kartografie a topografie. Svou kvalifikaci si rozšířil o rigorózní studium na Přírodovědecké fakultě Ostravské univerzity (RNDr., 2007) a dále tamtéž o doktorské studium environmentální geografie (Ph.D., 2008). V roce 2013 se habilitoval (získal titul doc.) na Provozně ekonomické fakultě České zemědělské univerzity v Praze v oboru regionální a sociální rozvoj. Vzdělání si dále ještě doplnil složením rigorózní zkoušky na Fakultě sociálních věd Univerzity sv. Cyrila a Metoděje v Trnavě (PhDr., 2015) a manažerským programem na Vysoké škole Jagiellońské v Toruni (MBA, 2017).
V letech 2002 až 2004 získal první profesní zkušenosti jako ekonomický redaktor pro Českou informační agenturu, kdy zájmovou oblastí bylo reportování hospodářských výsledků významných průmyslových podniků Moravskoslezska. V letech 2003 až 2005 se začal věnovat problematice strategického plánování v regionálním rozvoji, kde ve spolupráci se společností Media Content realizoval první strategické dokumenty rozvoje obcí v Moravskoslezském kraji, a to jako hlavní projektový manažer realizačního týmu.
V roce 2004 nastoupil do pozice asistenta na Fakultu managementu a ekonomiky Univerzity Tomáše Bati ve Zlíně. Zároveň působil v letech 2007 až 2010 na pozici vedoucího Oddělení koncepcí a analýz Odboru strategického rozvoje Zlínského kraje. Během svého působení na krajském úřadě neopustil ani akademické prostředí, kam se v roce 2010 zcela vrátil a stal se ředitelem Ústavu regionálního rozvoje, veřejné správy a práva na FaME UTB ve Zlíně. Od ledna do března 2016 byl krátce děkanem Fakulty managementu a ekonomiky UTB ve Zlíně.
V roce 2016 založil společnost Akademie managementu a ekonomiky, která se v roce 2017 transformovala na Fakultu veřejnosprávních a ekonomických studií v Uherském Hradišti, Vysoké školy Jagiellońské v Toruni. Na fakultě zastává pozici děkana. Na této škole pak získali titul nejméně čtyři poslanci hnutí ANO (Margita Balaštíková, Marek Novák, Michal Ratiborský a Petr Sadovský).
Oldřich Hájek žije ve městě Zlín. Věnuje se rovněž včelařství, kdy byl na FVES v Uherském Hradišti zároveň garantem programu Včelařství.

## Politické působení
Ve volbách do Senátu PČR v roce 2024 kandidoval jako nestraník za hnutí ANO v obvodu č. 80 – Zlín. Se ziskem 36,94 % hlasů vyhrál první kolo voleb. Ve druhém kole se pak utkal s dosavadním senátorem a členem KDU-ČSL Patrikem Kunčarem, kterého těsně porazil. Získal celkem 52,16 % hlasů, zatímco Patrik Kunčar jen 47,83 %.